# Naonobu (Mondkrater)
Naonobu ist ein Einschlagkrater auf der Mondvorderseite am östlichen Rand des Mare Fecunditatis, nordwestlich des Kraters Langrenus und nordöstlich von Bilharz.
Der Krater ist mäßig erodiert, der Kraterrand weist im Inneren eine konzentrische Struktur auf.
Der Krater wurde 1976 von der IAU nach dem japanischen Mathematiker Ajima Naonobu offiziell benannt, wobei allerdings „Ajima“ der Familienname ist.